# Грім-2
«Грім-2» (експортна назва) або ОТРК «Сапсан» — український оперативно-тактичний ракетний комплекс, що перебуває на стадії розробки конструкторським бюро «Південне». Розробляється з 2013 року на базі попередніх розробок за проєктами «Борисфен» та БФРК «Сапсан».
Комплекс побудований на базі твердопаливної балістичної ракети. Радіус дії заявлено у 500 км.

## Історія

### Попередні розробки
Після розпаду СРСР, з 1994 у Дніпрі була розроблена ідея створення оперативно-тактичної ракети для своєї армії з дальністю до 500 км. Тоді ця розробка називалася «Борисфен» і вважалося, що саме вона мала замінити застарілі ракети, отримані українською армією в спадок від радянської армії — понад 200 пускових установок оперативно-тактичних ракет типу «Скад» і тактичних ракет типу «Точка-У». Стверджувалося, що новий комплекс — це високоточна зброя нового покоління, здатна забезпечити створення надійного щита неядерного стримування, як для самої України, так і для будь-якої держави. Проте на тлі постійного скорочення армії і розв'язання соціальних проблем, в умовах хронічного безгрошів'я, лобістів у цієї ідеї було мало.

### «Грім-2»— «Сапсан»
Проект комплексу було розроблено 2013, а у буклетах, які виставлялися на міжнародних виставках озброєнь, оперативно-тактичний ракетний комплекс назвали «Грім». Випробування дослідного зразка системи «Грім» мали пройти ще взимку 2015 року, але через бюрократичні перешкоди, пов'язані з реструктуризацією Державного космічного агентства України, випробування були перенесені на осінь 2016 року.
5 серпня 2016 польський ресурс Defence-24, з посиланням на власні джерела, повідомив про заплановані на осінь 2016 перші випробування українського ракетного комплексу. Повідомлялося, що замовником випробувань став іноземний замовник. Джерело повідомляло, що комплекс може здійснювати запуск як одноступінчату балістичну ракету тактичного радіуса дії, так і крилату ракету за проєктом «Коршун-2». За повідомленням інформаційної агенції Мост, дальність дії експортної версії балістичної ракети мала становити 280 км, а призначеної для Збройних сил України — 450 км. 18 серпня з'явилася інформація, що замовником є Саудівська Аравія.
25 серпня 2016 у газеті «Конструктор» (№ 16/969), яку видає конструкторське бюро «Південне», було оприлюднене фото збирання прототипу-ходового екземпляру самохідної пускової установки оперативно-тактичного ракетного комплексу «Грім». Завершення першої черги випробувань було заплановано на осінь 2016.
12 квітня 2017 генеральний конструктор КБ «Південне» Олександр Дегтярьов повідомив, що комплекс «Грім» перебуває на стадії остаточного доведення ракети. 17 травня 2017 в мережі вперше з'явилося фото самохідної пускової установки комплексу. За наявними даними, шасі виготовляло ХКБМ.
6 грудня 2017 року директор НВО «Павлоградський хімічний завод» Леонід Шиман повідомив, що «Грім» знаходиться на завершальній стадії розробки та протягом року перейде на етап випробувань на полігоні. За його словами, були майже завершені випробування системи управління та переміщення ракет, гідравліки, механіки та усього, що пов'язано із транспортуванням. 2 січня 2018 року були опубліковані фото транспортно-пускової установки комплексу без маскувального чохла, а також фото випробувань двигуна ракети на стенді.

14 травня 2018 року стало відомо, що суд наклав арешт на вилучене в 2017 році майно у трьох співробітників компанії «Хартрон» (директор з наукової роботи, генеральний директор, директор з фінансово-економічних питань). А саме: 4 одиниці волоконно-оптичних гіроскопів моделі SFOS501 і технічна документація по окремих агрегатах ОТРК «Грім», що були передані замовнику — Саудівській Аравії, з порушенням законодавства України.
В серпні 2018 року низка інформаційних агентств повідомили, що оновлений варіант українського оперативно-тактичного комплексу «Сапсан» буде показано 24 серпня в Києві на військовому параді на честь Дня Незалежності України. ОТРК розроблений ОКБ «Південне» спільно з Павлоградським хімічним заводом в партнерстві з іншими українськими компаніями. 10 серпня радник Міністра оборони та Президента України Юрій Бірюков опублікував у себе на сторінці фото ходового макету оперативно-тактичного ракетного комплексу «Сапсан», що буде показаний на 27-му річницю відновлення Незалежності України та століття проголошення Української Народної Республіки.
В жовтні 2018 року на виставці «Зброя та безпека 2018» Конструкторське бюро «Південне» показало демонстраційні ролики про польові випробування шасі бойової машини, випробування демонстратора бойової частини, а також збирання конструкторського макета бойової ракети. 19 жовтня 2018 року стало відомо про те, що завершено випробування головок самонаведення для ракети комплексу. Всього розроблено 4 типи головок.
У квітні 2019 року стало відомо, що вже виготовлено 2 дослідні зразки комплексу. Один в рамках іноземного замовлення від Саудівської Аравії, а другий для Збройних сил України. Саудівська Аравія готується до випробувань ОТРК RAAD-2 («Грім-2») восени 2019 року, а надходження на озброєння очікується з 2022 року. У жовтні 2019 року повідомлялося, що за 6 років роботи над комплексом фахівці з ДП НВО «Павлоградський хімічний завод» і КБ «Південне» зібрали для нього щонайменше 12 ракетних двигунів.
В лютому 2021 року Міністерство оборони України повідомило про плани підписати контракт на перший дослідний дивізіон ОТРК «Сапсан». Дослідний дивізіон мав бути скороченого складу та складатися з елементів, потрібних для випробувань: одна дослідна батарея та елементи управління дивізіоном оперативно-тактичного комплексу. Заступник міністра оборони України Олександр Миронюк повідомив, що перша батарея буде виконана в такому складі: по дві пускові установки та машини заряджання, а також дві машини керування — рівня командира батареї та рівня командира дивізіону. Таке рішення дозволить провести всі необхідні випробування, які включають не тільки стрільби, а й організації зв'язку та управління. Таким чином цикл випробувань «Сапсан» буде значно компактнішим, що дозволить прискорити його прийняття на озброєння. Водночас продемонстроване раніше шасі для ОТРК вже не розглядається, як основний варіант. Очікується, що всі машини будуть шасі Tatra, яке має стати уніфікованою мультиплатформою для всього озброєння ракетних військ та артилерії ЗС України.
У листопаді 2023 року начальник Головного управління ракетних військ і артилерії та безпілотних систем Генштабу ЗСУ бригадний генерал Сергій Баранов підтвердив існування комплексу та відзначив роботи з його вдосконалення. У серпні 2024 року президент Володимир Зеленський повідомив про успішне випробування, а в жовтні того року голова української делегації в НАТО Єгор Чернєв заявив, що ракета майже готова до запуску.

## Конструкція

### Огляд
Характеристики комплексу були озвучені у 2016 році.
Оперативно-тактичний ракетний комплекс «Грім» розробляється для ураження одиночних і групових стаціонарних цілей на дальностях від 50 до 280 км. Бойовий блок одноступеневої балістичної ракети проектується масою 480 кг. Бойова частина може бути виконана за моноблочною або касетною схемою. Моноблочна схема може бути осколково-фугасною або проникаючою осколково-фугасною. Касетна бойова частина споряджена осколково-фугасними бойовими елементами. Розрахункова площа ураження ракети при використанні осколково-фугасної  БЧ— понад 10 000 м², а касетного заряду — 2–3 гектари (20 000 – 30 000 м²). Маса ракети з пусковим контейнером довжиною 7,2 м становить 3,5 т. Бортова система управління ракети інерційна, комплектується системами навігації і наведення різного типу (радіолокаційними, оптико-електронними). Пускова установка (ПУ) несе дві таких ракети.
Низка джерел стверджує, що дальність у 280 км є формальним обмеженням для експортної версії ракети, а для потреб власної армії дальність стрільби комплексу може бути збільшена до 450—500 км. У зв'язку з виходом на початку лютого 2019 року Росії та США з Угоди про ліквідацію ракет середньої та малої дальності від 1987 року через порушення її Росією, Україна звільняється від певних зобов'язань і це дає їй право створювати сучасні ефективні системи озброєння для самозахисту, в тому числі ракетні комплекси великої дальності (до 1500 км).
Політ ракети може відбуватися не тільки за прогнозованою балістичною траєкторією, а й за аеробалістичною. При такій траєкторії вона робить непередбачувані «стрибки», ухиляючись від протиракет противника. Це має допомагати в подоланні системи протиповітряної оборони ворога будь-якої складності. Подібні властивості мають і ракети ОТРК «Іскандер».
Оптимальним варіантом структурної побудови підрозділів, оснащених оперативно-тактичним ракетним комплексом «Грім», стали б батареї з 2-3 самохідних пускових установок і пересувного командного пункту.

### Ракета
Ракета, що планується для використання у ОТРК «Грім», розроблялася у КБ «Південне» з універсальними характеристиками. При використанні у інших комплексах, її характеристики дозволяють вражати наземні, морські і повітряні цілі залежно від встановленої бойової частини і системи наведення.
Двигун ракети — 15Д365.[неякісне джерело][неякісне джерело]
Характеристики маршового двигуна за даними 2015 року:
- загальна маса — 3 т
- питомий імпульс тяги — 264 с
- макс. тиск у камері згоряння — 131 кгс/см²
- тяга — 17500 кгс

Паливо складається з:[неякісне джерело][неякісне джерело]
- Пха (перхлорат амонію) — 64,7 %;
- Al — 18,9 %;
- зв'язка — 16,4 % (на основі дієнового каучуку).

### Елементи наведення
Для ракети було створено 4 типи головок самонаведення:
- електронно-оптична ГСН
- інфрачервона ГСН
- радіолокаційна ГСН
- комбінована ГСН, що включає в себе можливості електронно-оптичної та радіолокаційної, яка працює в 3-мм діапазоні.

### Шасі

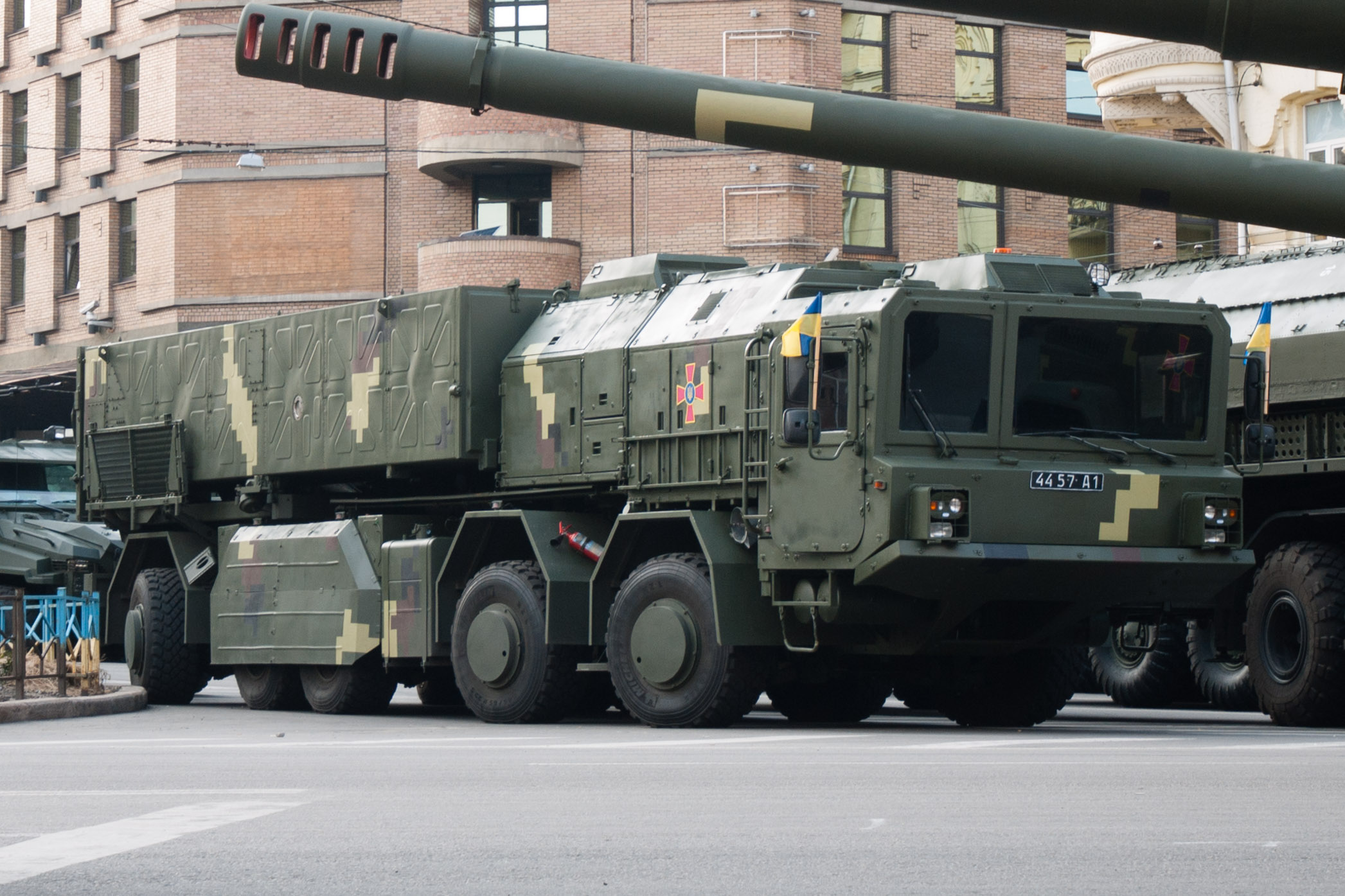
Задня вісь пускової установки з підрулюванням. 2018 рік.

Шасі цього комплексу є першою виготовленою в Україні платформою з колісною формулою 10×10. Машину приводить в рух турбодизель Deutz потужністю 600 к.с. П'ята, остання вісь зроблена підрулювальною. Колеса 3-ї і 4-ї осей закриті спеціальними екранами — там розташована випускна система, щоб машину важче було виявити в тепловізор.[джерело?] Максимальна швидкість пересування пускової установки — до 90 км/год. До цього в Україні не було власних шасі, здатних бути самохідними пусковими установками для такого класу ракетних комплексів. Найбільше, що могла запропонувати промисловість — це 4-вісне шасі КрАЗ-7634НЕ (КрАЗ Н27.3ЕХ) з формулою 8×8.
Відповідні шасі для більшого навантаження, які б підходили для такого класу ракетних комплексів, як ОТРК «Грім-2», випускають небагато країн в світі — це Білорусь (МЗКТ), Росія (БЗКТ, КамАЗ), Китай (Wanshan Special Vehicle) а також MAN і низка компаній з США. Постачання таких шасі перебуває під суворим експортним контролем і через низку причин було недоступне для українського ВПК. Тому Україна була змушена самостійно розробити і освоїти виробництво ракетних шасі, тим самим повністю позбувшись залежності ззовні у розробці ОТРК.
Як стало відомо, розробкою і будівництвом самохідного шасі для ОТРК «Грім-2» займається ПрАТ «Харківський завод транспортного устаткування» за участю ДП «Харківське конструкторське бюро з машинобудування ім. А. А. Морозова». Саме тут створили і втілили в ходовий зразок перше українське самохідне 5-вісне шасі, яке було з нуля розроблене українськими конструкторами.
В рамках проекту «Грім-2» передбачені ще два спеціальні транспорти — це транспортно-заряджальна машина (ТМ ТЗМ) і транспортна машина для перевезення ракет (ТМ ТрМ). Сама ж самохідна пускова установка (ТМ СПУ) укомплектована двома контейнерами для ракет класу «земля-земля».
Підвіска на шасі незалежна торсіонна, подібна БТР-4.
З 2021 року почали говорити про те, що всі машини комплексу будуть на шасі Tatra, яке має стати уніфікованою мультиплатформою, для всього озброєння ракетних військ та артилерії ЗС України.

## Тактико-технічні характеристики
За даними Українського мілітарного порталу:
- Дальність:
  - мінімальна: 50 км
  - максимальна:
    - 280 км (експортний варіант)
    - до 500 км (для Збройних сил України)

## Російсько-українська війна
9 серпня 2022 року на аеродромі «Саки» в смт Новофедорівка неподалік м. Саки в окупованому Росією Криму пролунали вибухи. Збройні сили України не стверджували, що причетні до вибухів. Після статті у The New York Times, де наводилися слова українського військовослужбовця на правах анонімності про те, що удар було завдано «зброєю українського виробництва», у соцмережах припускали, що можливо був використаний комплекс «Грім-2» («Сапсан») або ж протикорабельний комплекс «Нептун», адаптований для ударів по наземних об'єктах. За оцінкою українського видання Defense Express, такі припущення є малоймовірні, оскільки на той час не існувало жодних доказів наявності на озброєнні ЗСУ ані «Грому», ані ракет «Нептуна», здатних завдавати ударів по цілях на землі. Теоретично можливими були варіанти з ATACMS, а також Harpoon Block II+ ER чи SLAM-ER, але тоді Україна також не мала їх на озброєнні. Втім, Defense Express не виключали варіант, що удар по складах з боєприпасами було завдано українським безпілотником.
В кінці березня 2023 року російський спікер міноборони Конашенков заявив, що російські ППО збили українську ракету комплексу «Грім-2». Український оглядач Михайло Жирохов висловив сумнів, що навіть якщо українська ракета була завершена до, її навряд запускали б по нестратегічних цілях, як про це заявили росіяни.
8 квітня 2023 року у Феодосії пролунали вибухи. Російська влада заявила про збиту «ракету, запущену з боку України». У місцевих ЗМІ та російських пабліках стверджували, що йшлося про українську ракету «Грім-2».
6 травня 2023 року так званий «голова» російської окупаційної адміністрації в Криму повідомив про перехоплення російською протиповітряною обороною балістичної ракети «Грім-2». Однак, якихось вагомих доказів надано не було, а на думку видання «Defense Express» в такий спосіб російські сили намагаються створити інформаційний привід для перекриття інформації про успішне перехоплення аеробалістичної (гіперзвукової) ракети комплексу Х-47М2 «Кинджал» силами української протиповітряної/протиракетної оборони.
В середині травня 2025 року відбулись успішні випробування української балістичної ракети «Сапсан». Було уражено командний пункт військ РФ за 300 км від місця запуску ракети.

## Галерея

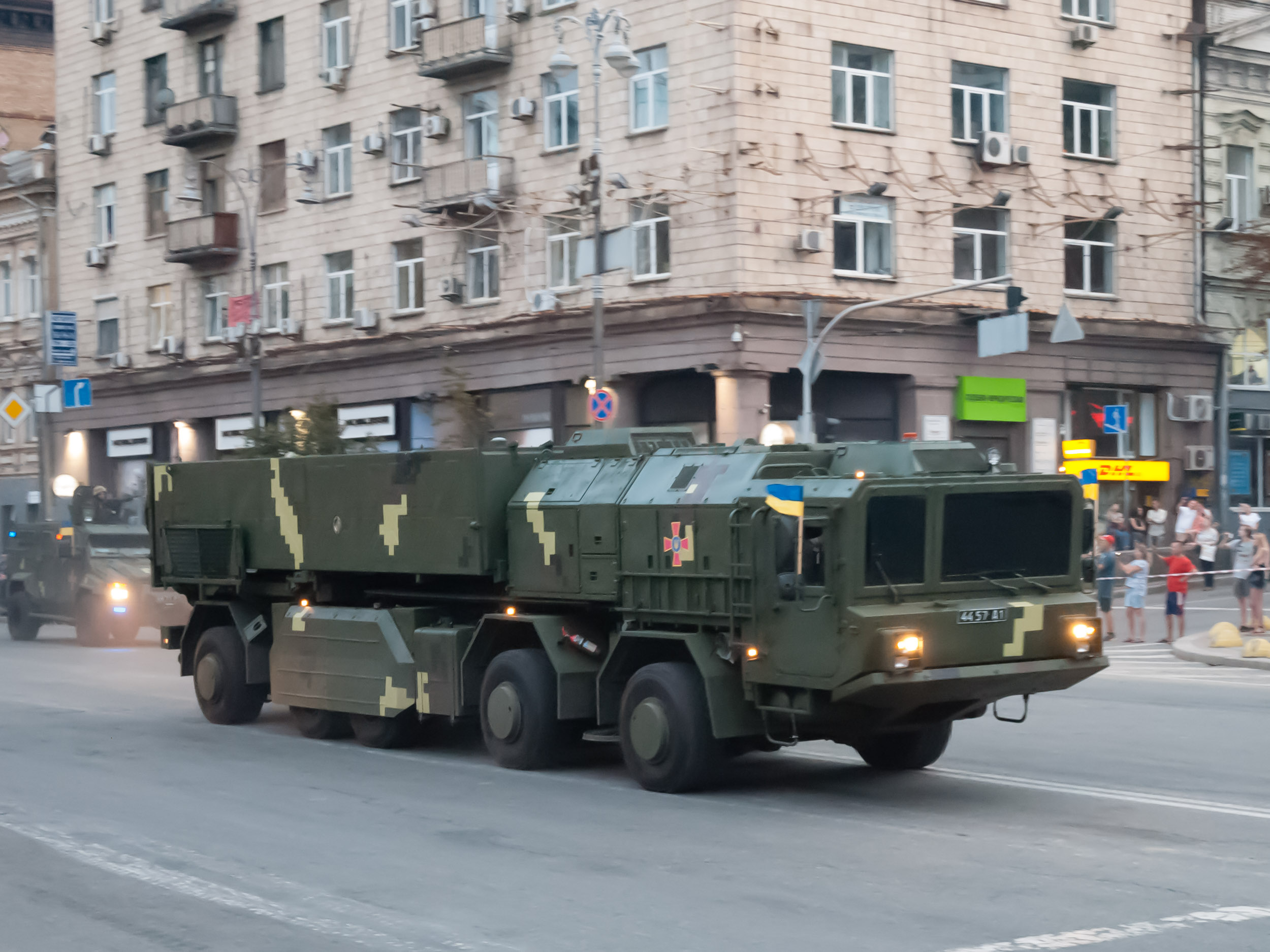
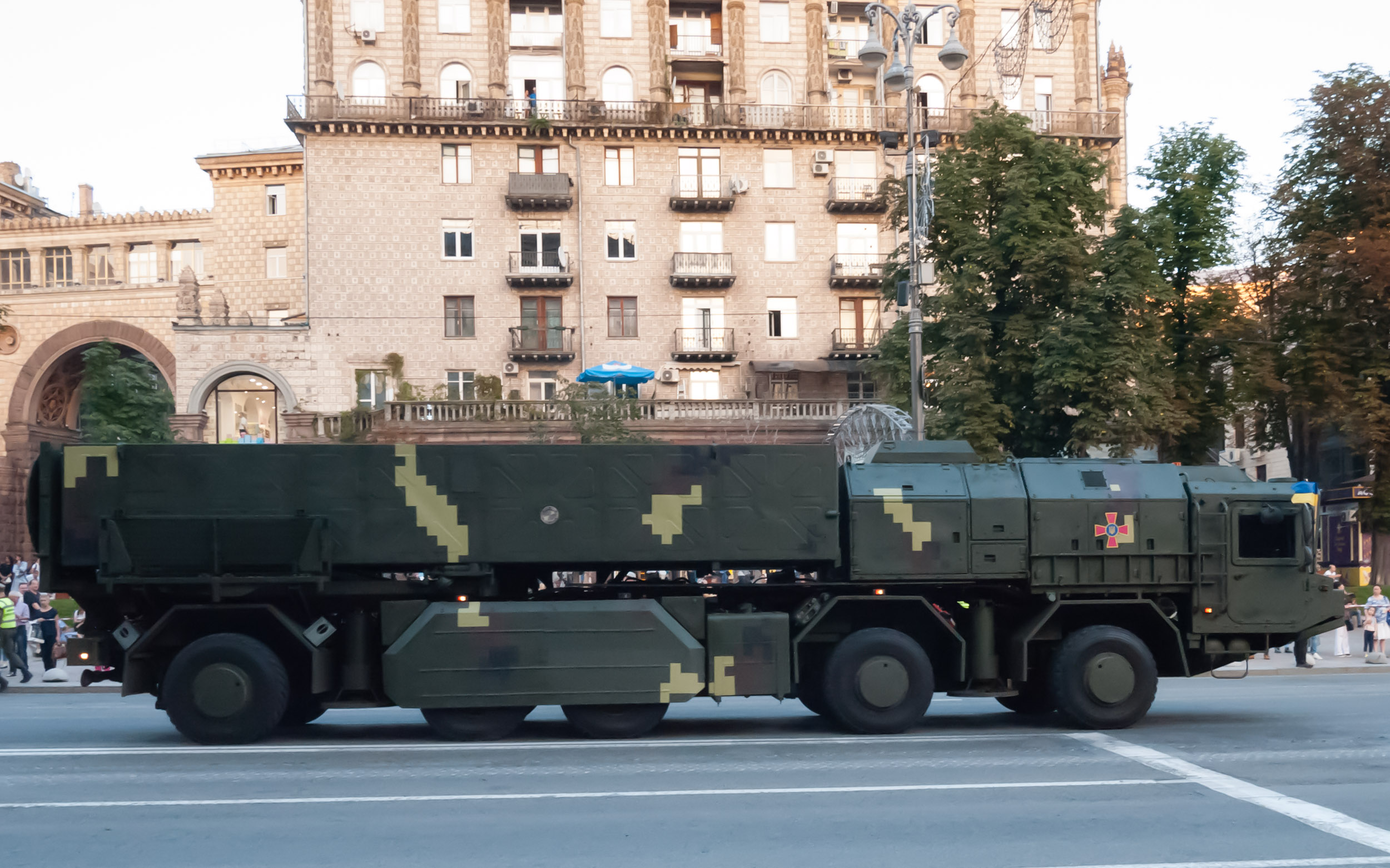
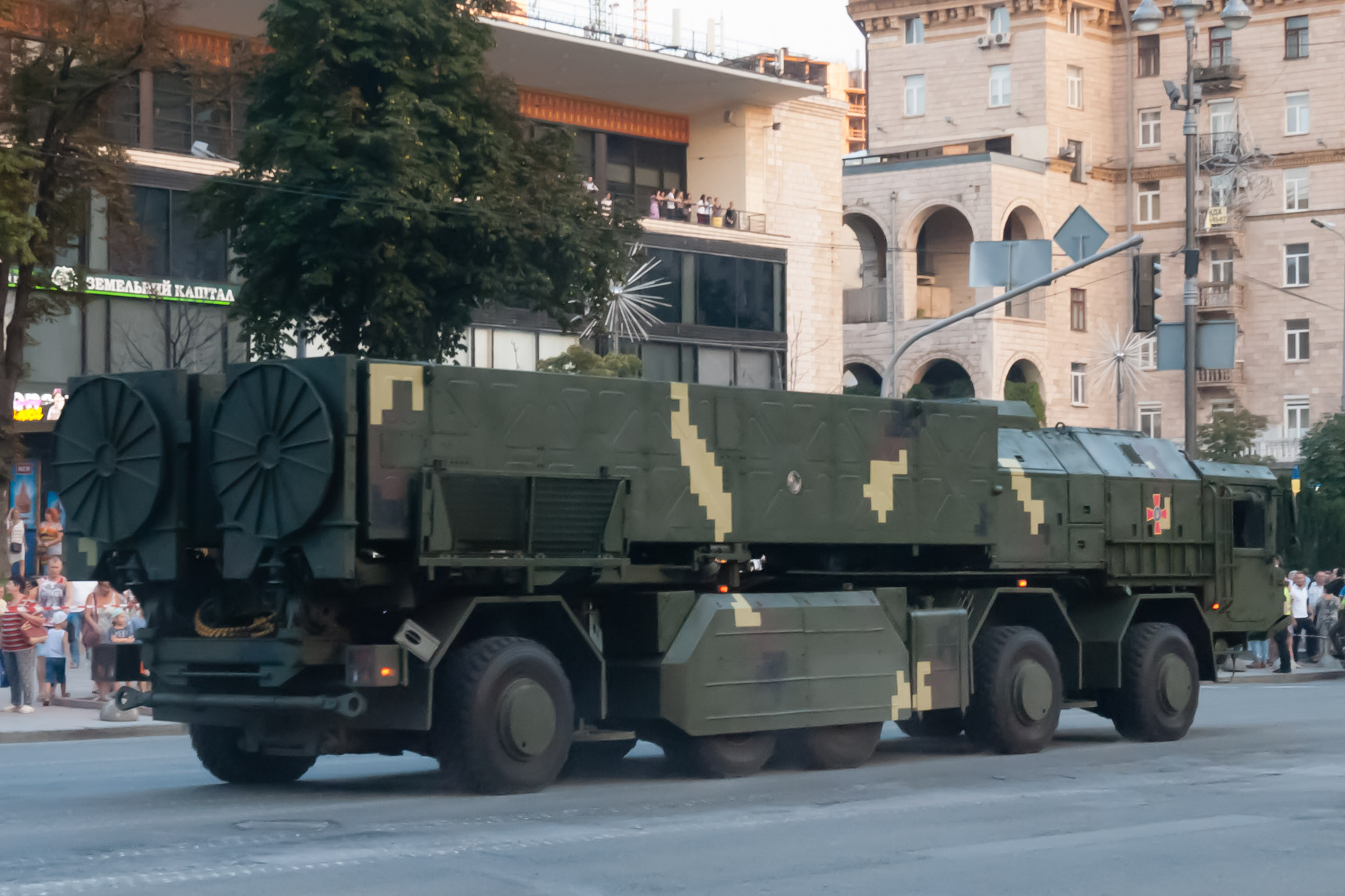
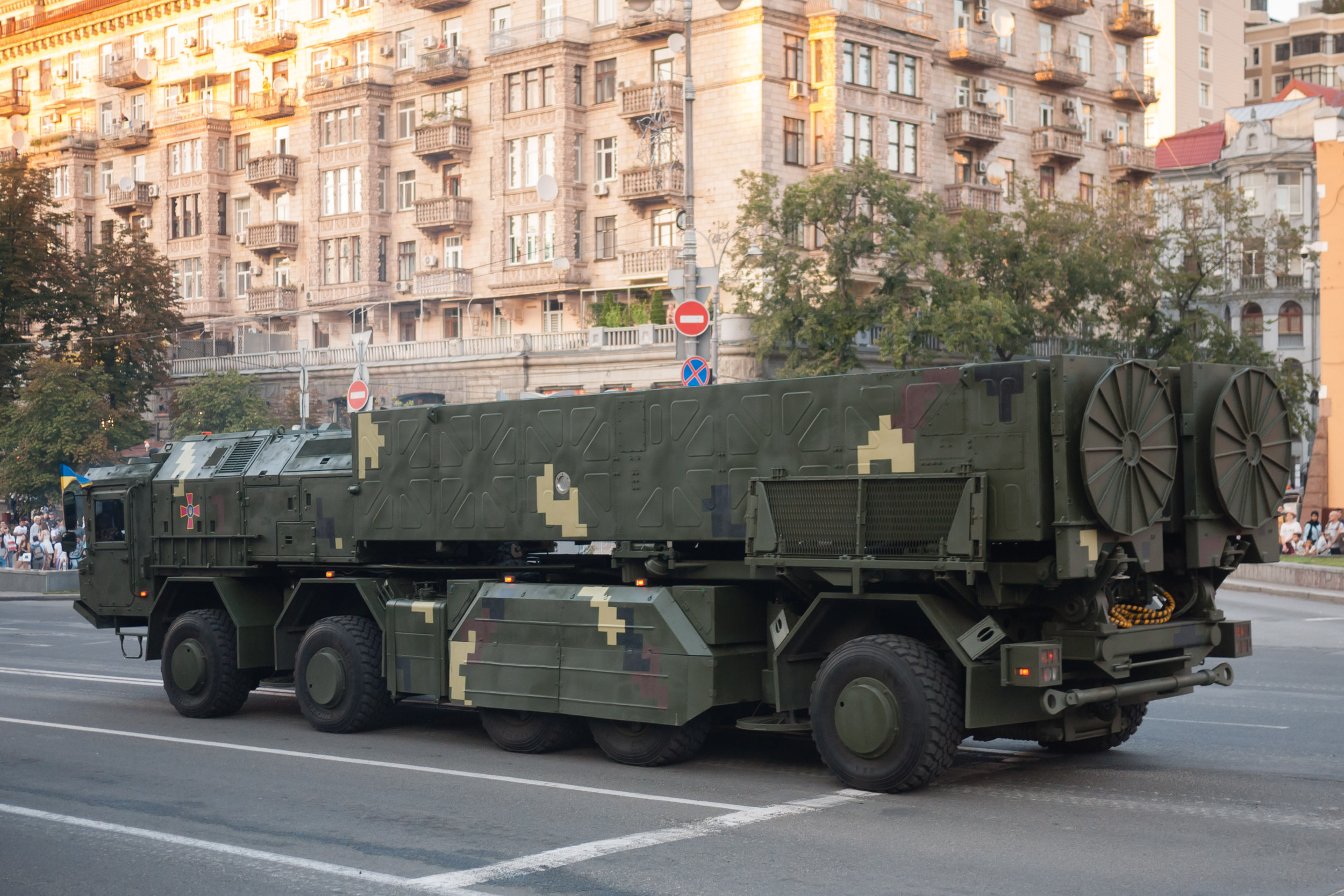
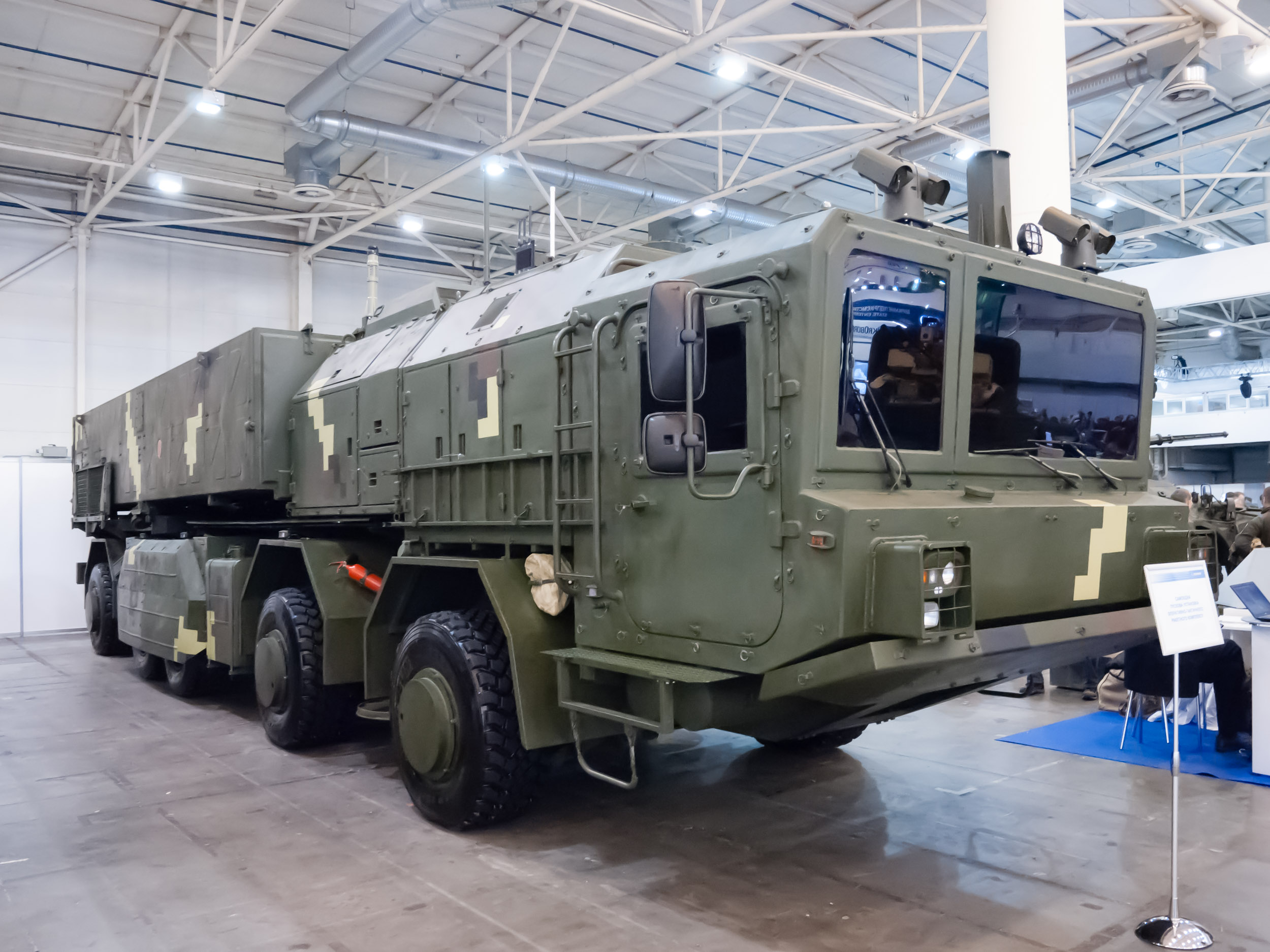